# 大連菜
大連菜指的是主要流通于大連地區，基於魯菜膠東幫
，結合大連本地食品原料，吸收東北菜及福建海西菜特色，受影響與和餐、俄餐所匯成的地方性小菜系。

## 基本特點
因大連地臨渤海，所以大連菜絕多都是以海鮮類為主。色澤鮮亮，口味鲜美

## 經典菜肴

### 紅烤全虾
将对虾去肠留皮，加姜、葱、植物油煸炒，再加绍兴酒、白糖、精盐，再放到锅里用慢火烤，收净汤。锅后的大虾，头尾连在一起成花瓣形，盛在大圆盘中，犹如一朵盛开着的牡丹花，火红明亮，色泽喜人，虾肉肥美、鲜嫩香甜，醇而不腻。

### 清蒸燈籠鮑魚
带壳的活鲍鱼,切成灯笼形状,放入原壳,用葱、姜、盐、味精等做调料,上屉蒸製。这道海鲜既保持原有形状和色泽,用筷子提起来像灯笼,放在彩盘上,又像一支大菊花,吃时再浇上汁液,特别鲜美爽口,沽酒而餐,别有风味。

### 清蒸加吉魚
主料是鲜加吉鱼，用姜、葱、冬菇、金华火腿、冬笋等配料按颜色放在鱼身上，上屉蒸15分钟即可。此菜外形美观，既有鱼的鲜味，也有飞禽肉的香味，是酒席上的佳品。

### 五彩雪花扇貝
主料是新鲜活扇贝和蛋清，配料是青豆、葱、料酒、酱油和味精。由蛋清制作的像银白色的雪花镶嵌着颗颗犹如珍珠的扇贝，周围用时令菜叶、胡萝卜、辣椒等摆成图案做装饰，五彩缤纷，质嫩味鲜，清淡爽口，食而不腻。

## 特色小吃

### 大連燜子
焖子由地瓜澱粉加入少許土豆澱粉勾兌而成，经文火慢煎后，澆上蒜油、醬油及芝麻醬即可食用。其特點是凸顯出燜子及佐料的醇香，且要保證燜子具有一定彈性。大連燜子曾經是街頭小吃，近年來一些飯店將其融合大連的海產特色，形成了“三鮮燜子”這道菜餚。大連現代博物館中亦有一尊妇女在炒燜子的铜雕。

### 糖鼓火烧
糖鼓火烧可追溯至清末，为一种基於烙糖餅改造而成的小吃，現已列入大連市市級非物質文化遺產。其做法为內摻入白糖或紅糖的白麵餅由炉火烘烤，面皮薄、香脆甜，存放数日不硬。其大小如盘子大，外皮焦黄且沾着芝麻。由于其饼中夹着糖，上下两层饼在烙制的过程中分离，形成鼓似的空心状。旅順口區民间流传着“水师营的大糖火烧、老干榨（黄酒）；金州的驴肉包子、炸麻花”的順口溜。2014年，糖鼓火烧唯有在旅順口區水師營街道才得買到，且仍在售卖的的店面僅有兩家。

### 臭豆腐冷麵卷
臭豆腐冷面卷，亦稱作“炸冷麵裹臭豆腐”、“冷麵包臭豆腐”等，是約在2008年左右的大連興起的一種小吃。該小吃是將大連已經較為普及的炸臭豆腐串捲入流行於東北地區的小吃烤冷面之中。經改造的冷麵已異于普通烤冷麵的平鍋烘烤做法，而採用與臭豆腐一樣的油鍋炸製，且炸出的冷麵依然軟糯適口。
- 大连焖子，于旅顺拍摄
- 糖鼓火烧，于旅顺拍摄
- 臭豆腐冷面卷，在据称是创始者的移动摊位购得

## 連菜名廚
牟传仁

## 標準規範
2005年12月6日起，大連市民政局成立名為“大連美食文化協會”之下屬部門，自此大連菜的標準規範由大连市美食文化协会劃定，在此之前大連菜並無官方規標制定組織。2008年末，大连市美食文化协会开始启动《大连（连菜）烹调操作规范》标准研制工作。2011年1月22日，《大连（连菜）烹饪操作规程-海鮮類》發佈。9月26日，《大连（连菜）烹饪操作规程-海鮮類》經審批成為辽宁省地方标准。11月30日，《大连（连菜）烹饪操作规程-豬肉類》發佈。